# Soiuz T-10-1
Soiuz 7K-ST No.16L, a vegades conegut com a Soiuz T-10a o T-10-1, va ser una missió Soiuz sense èxit destinada a visitar l'estació espacial Saliut 7, que va ser ocupada per la tripulació Soiuz T-9. No obstant, mai va acabar el compte enrere de llançament; el vehicle de llançament va ser destruït en la plataforma de llançament el 26 de setembre de 1983. El sistema d'escapada de llançament de la nau espacial Soiuz va expulsar en dos segons abans que el vehicle de llançament explotés. És l'únic cas en què un sistema de d'escapada de llançament és utilitzat amb personal a bord mentre el coet és encara en la plataforma de llançament.

## Tripulació
| Posició         | Tripulació         | Tripulació         |
| --------------- | ------------------ | ------------------ |
| Comandant       | Vladímir Titov     | Vladímir Titov     |
| Enginyer de vol | Guennadi Strekàlov | Guennadi Strekàlov |

## Paràmetres de la missió
- Massa: 6850 kg
- Perigeu: N/A
- Apogeu: N/A
- Inclinació: N/A
- Període: N/A